# Andrzej Leszczyc
Andrzej Leszczyc – postać fikcyjna stworzona i odgrywana przez Jerzego Skolimowskiego, bohater filmów Rysopis, Walkower oraz Ręce do góry, które część filmoznawców i krytyków uznaje za odbicie nurtu Nowej Fali w polskim kinie.

## Opis i charakterystyka postaci
Andrzej Leszczyc jest młodym, około 26-letnim, inteligentnym mężczyzną, byłym studentem ichtiologii. Jest osobą zagubioną w życiu. „Wiek wskazywałby na przejście już progu dojrzałości, tymczasem niepewność co do własnych życiowych planów temu przeczy. Bohater sam nie wie, co chce dalej robić w życiu (...)” – pisała o Leszczycu Iwona Grodź w biografii Jerzego Skolimowskiego.
Skolimowski określił później kreowanego przez siebie bohatera tak: „Młody człowiek, który nie wie co z sobą zrobić. Podejmuje cały szereg sprzecznych ze sobą działań, miota się. (...) To jest człowiek, który nie umie znaleźć się w danej rzeczywistości. Wydaje mu się, że nie należy nigdzie. Jest skazany na rzeczywistość, której nie akceptuje, ale też nie buntuje się przeciw niej, bo właściwie nie ma ku temu środków”.
Postać Leszczyca niekiedy była określana mianem alter ego samego Skolimowskiego. Reżyser tak się odniósł do roli: „Nie miałem ochoty za bardzo się obnażać, rzecz jasna. Traktowałem siebie z lekkim dystansem i chyba ironią. Jest to dobra mieszanka fikcji i rzeczywistości. Ale oczywiście to nie jestem ja. Tylko do pewnego stopnia”. Dodał również, że podczas odgrywania Leszczyca w dużym stopniu improwizował.
Reżyser nadał bohaterowi nazwisko po nazwie herbu, jaki nosił jego dziadek Kazimierz Skolimowski.